# Слободище (Дорогобужский район)
Слободище  — деревня в Дорогобужском районе Смоленской области России. Входит в состав Усвятского сельского поселения.

## История
В годы Великой Отечественной войны деревня была под немецкой оккупацией с октября 1941 года, освобождена в 1943 году.

## Знаменитые уроженцы
МАРУТЕНКОВ Михаил Филиппович (22.11.1915) - военный журналист,  работал в смоленских газетах.

## География
Деревня расположена на берегу реки Днепр. Расстояние до Смоленска — 86 км.
Часовой пояс
Слободище (Дорогобужский район), как и вся Смоленская область находится в часовой зоне МСК (московское время). Смещение применяемого времени относительно UTC составляет +3:00.